# Concattedrale di San Pietro dei Chierici
La Concattedrale di San Pietro dei Chierici (in portoghese: Concatedral de São Pedro dos Clérigos) è una chiesa cattolica di Recife, capitale dello stato di Pernambuco, in Brasile. È concattedrale dell'arcidiocesi di Olinda e Recife.

## Storia

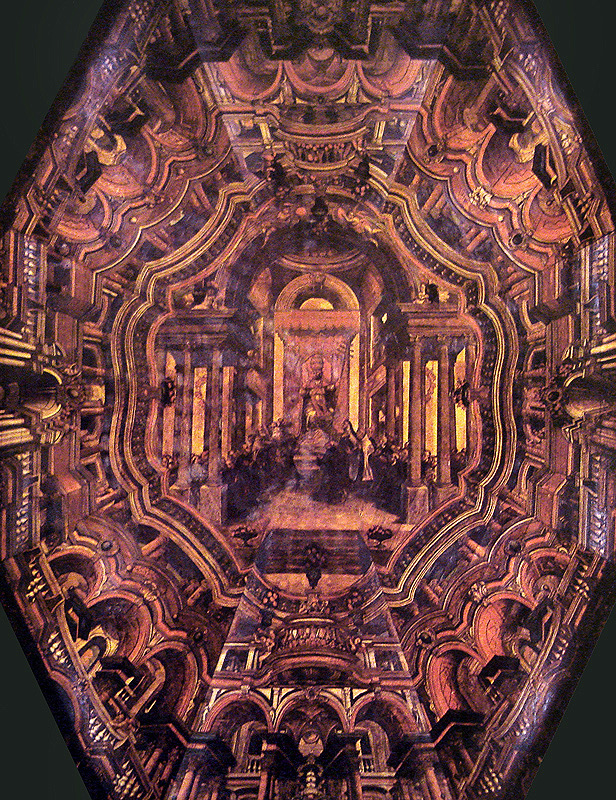
La celebre pittura illusionista sul soffitto della Concattedrale di San Pietro dei Chierici, opera di João de Deus Sepúlveda.

La confraternita di San Pietro dei Chierici, fondata il 26 giugno 1700, comprò, quasi 20 anni dopo, un terreno e sei case situate nel mezzo di Águas Verdes, nel quartiere di Sant'Antonio di Recife, per costruirvi una propria chiesa. Un'iscrizione sul portale della chiesa dà notizia che l'inizio della costruzione risale al 3 maggio 1728. Erano presenti frei José Fialho e il provveditore della confraternita. Il progetto è di Manuel Ferreira Jácome. Il coro, l'abside e la sacrestia erano già terminati nel 1729, ma il corpo principale della chiesa e la parte centrale della facciata furono completati soltanto nel 1759. Successivamente furono costruiti due campanili. Il commendatore padre Antônio Martins, vicario di Vila de Bom Jesus, fu uno degli intagliatori. João de Deus Sepúlveda realizzò la pittura del soffitto della navata nel 1764, coadiuvato da Manuel de Jesus Pinto, che dipinse il coro. La sacrestia, con l'altare di Nostra Signora della Solitudine, fu inaugurata nel 1781. Inácio Melo Albuquerque fu il maestro doratore delle opere di talha dourada, terminate nel 1784.
Al di là della sua rilevanza religiosa, la chiesa divenne un importante centro di musica sacra, giungendo ad avere come maestro di cappella il pernambucano Luis Álvares Pinto (1719-1789), una delle grandi figure della musica coloniale brasiliana.
Il 26 giugno 1918 in forza della bolla Cum urbs Recife di papa Benedetto XV la chiesa fu elevata a concattedrale dell'arcidiocesi di Olinda e Recife. L'edificio fa parte di un complesso architettonico di grande importanza, eretto intorno alla chiesa.

## Descrizione

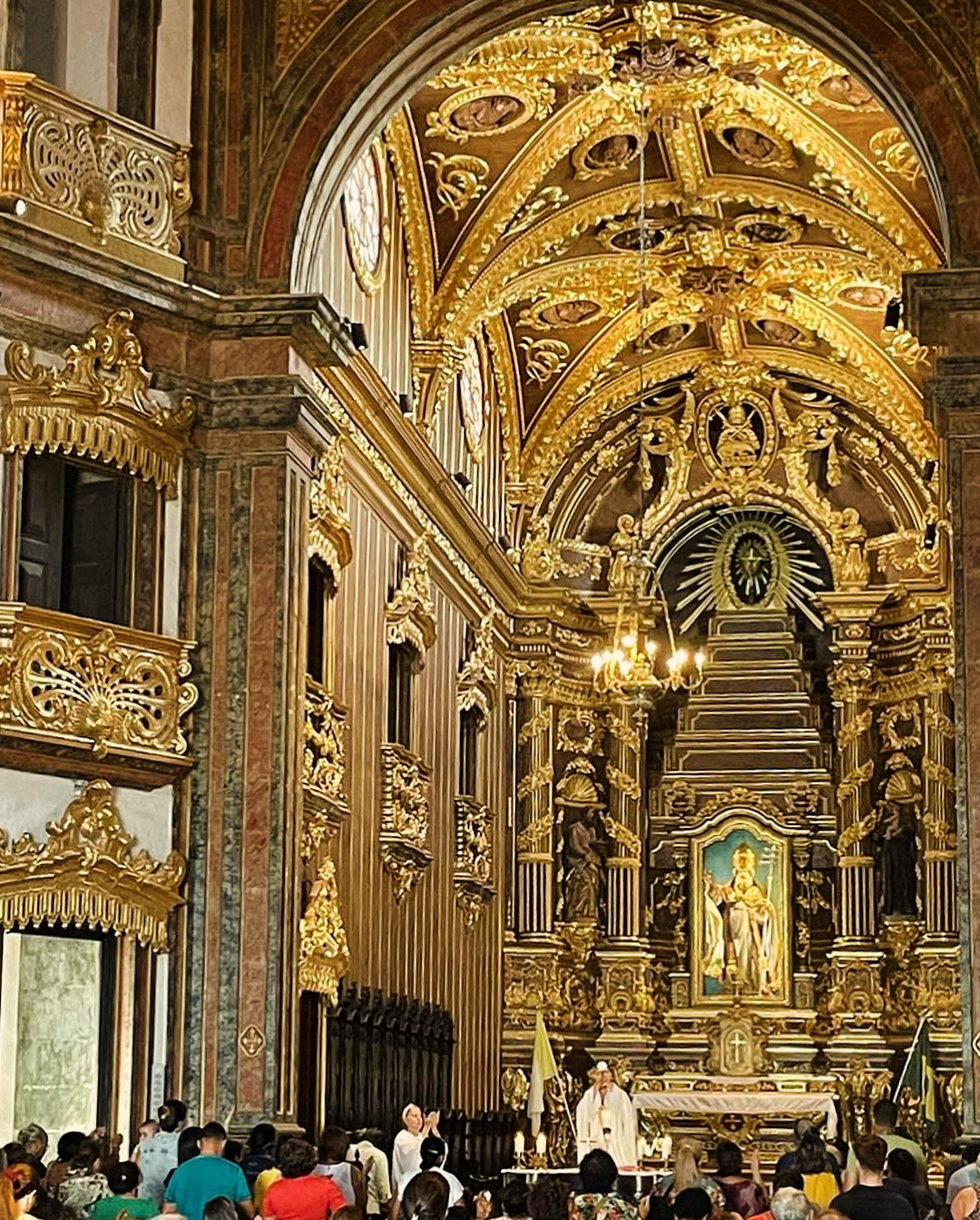
Dettaglio dell'abside.

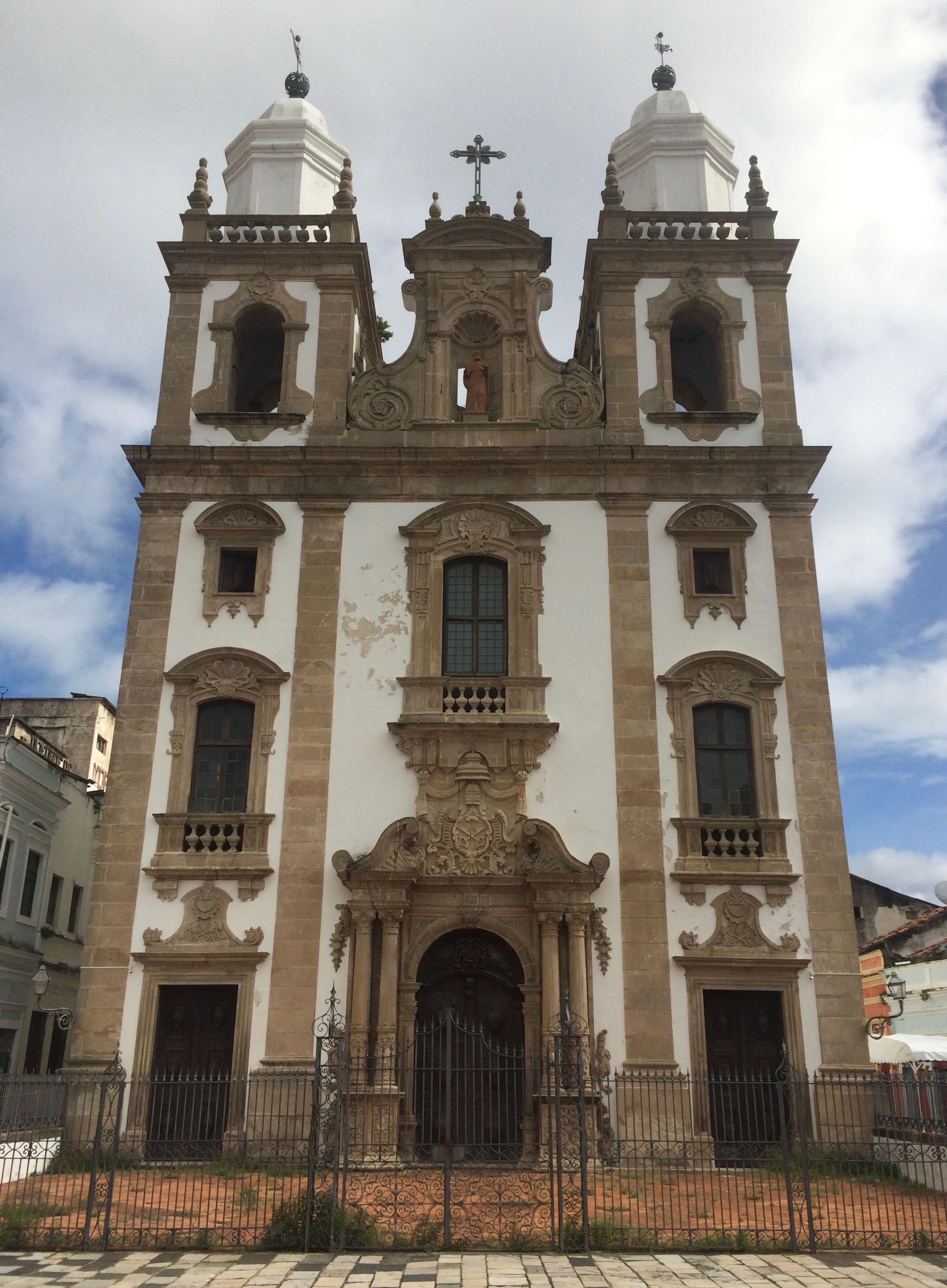
La facciata

La struttura dell'edificio è insolitamente verticalizzata, con un portale monumentale di ricco lavoro in pietra tagliata che presenta i simboli principali del santo dedicatario, le chiavi e il triregno. Nel corpo centrale, sopra il portale, si ammira una finestra sovrastata da un arco a sesto ribassato, con balaustra e ornamenti in pietra tagliata che si congiungono a quelli del portale. Nella sommità un frontespizio ornato con volute, pinnacoli e una croce, incornicia una nicchia con una statua di San Pietro. I cantoni laterali sono di pietre regolari. Sulle torri, comprese nel corpo della facciata, si aprono finestre simili a quella centrale, ma poste a una quota inferiore, decorate con balaustra e ornamenti in pietra tagliata. Sopra le finestre laterali si aprono più piccole finestre quadrate, cimate da timpano curvo. I campanili hanno un'apertura ad arco a tutto sesto, e il coronamento delle torri consiste in una balaustrata, pinnacoli e una cupola che poggia su un tamburo prismatico ottagonale.
La pesante porta principale è in legno di jacarandá. Nell'interno la talha segue lo stile giovannino, con elementi rococò nei balconi e sopraporte delle tribune, nell'abside, nella navata e nel basamento dell'altar maggiore. Le opere di talha dourada e di jacarandá di Lisbona e le vernici importate furono all'epoca, ossia alla metà del XVIII secolo, considerate di valore esorbitante.
Le opere di talha del retablo dell'altar maggiore non sono originali. La decorazione originaria fu infatti sostituita nel restauro del 1858, che introdusse nell'edificio lo stile neoclassico. Durante un secondo restauro, compiuto tra il 1953 e il 1957, fu sostituita la copertura (senza interferire con il soffitto) e le travi di sostegno, e si recuperò l'altare, con un intervento alternativo che rimosse ridipinture posteriori che annullavano l'effetto di rilievo degli intagli. Secondo un articolo giornalistico pubblicato nel 1942, l'abside e gli altari laterali erano dorati. Tuttavia, furono persi gli elementi durante i successivi restauri realizzati dalla confraternita e anche dall'Instituto do Patrimônio Histórico e Artístico Nacional negli anni 1970, e poiché all'epoca vigeva un approccio più modernista dei professionisti dell'IPHAN, si scelse di lasciare visibile il legno naturale.

## La piazza

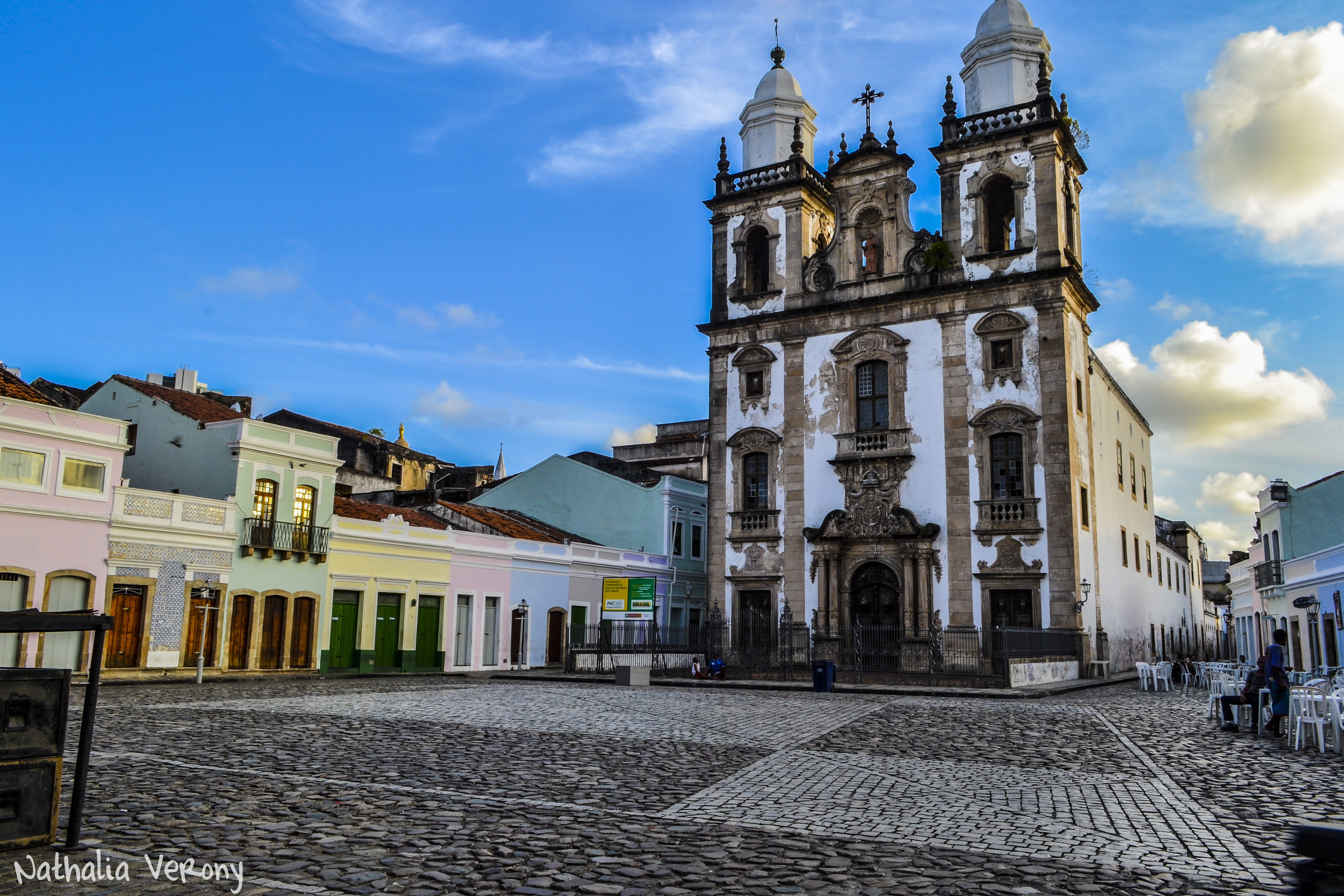
La piazza e la concattedrale.

La piazza antistante alla chiesa, chiamata Pátio de São Pedro, conserva un bel complesso di 29 case basse di epoca coloniale, con uno o due piani, dominate dall'imponente mole della chiesa. L'unica alterazione degli edifici fu la sostituzione, nel XIX secolo, degli spioventi dei tetti con piattabande, per via delle leggi che proibivano lo scolo delle acque piovane dei tetti direttamente sulla strada.
Il Pátio ha una pavimentazione di pietre irregolari del XIX secolo e una recinzione di ferro che protegge la facciata della chiesa.